# Propul (Keulen)
Propul is een historisch merk van motorfietsen.
De bedrijfsnaam was: Motorradbau Karl Salzburger, Köln/Rhein.
Kleine Duitse fabriek die 246-, 346- en 498 cc-modellen met motoren van JAP, Blackburne en MAG bouwde. De productie liep echter slechts een jaar, van 1925 tot 1926.